# Fotbollskatastrofer
Här beskrivs några av de mest kända katastroferna rörande fotboll:

## Heyselstadion-katastrofen
Under Europacupfinalen i fotboll den 29 maj 1985 mellan Juventus FC och Liverpool FC På Heyselstadion i Bryssel inträffade en olycka där 39 människor miste livet. Inför matchen blev det oroligt mellan de båda supporterskarorna som samlats på den ena kortsidan vid en av stadions sektioner.
Läktarkurvan var uppdelad i två sektioner varav den vänstra var reserverad för Liverpools ståplatspublik och den högra var reserverad för neutral publik, men det var fler italienska fans som hade kommit över biljetter och en mindre andel britter.
Det utbröt bråk mellan Liverpool- och Juventusanhängare på den neutrala läktaren och det tunna stängslet som avgränsade sektionerna revs. Flera hundra Liverpoolanhängare attackerade den högra läktarsektionen och panik uppstod då tusentals åskådare, majoriteten Juventussupportrar, försökte undkomma bråken. Folkmassan hindrades av en mur vid läktarens sida som strax efteråt kollapsade av trycket och 39 människor dödades i kaoset. 33 italienare, en fransman, fyra belgare samt en nordirländare avled i samband med olyckan och ytterligare en person avled några månader senare.
Efter tragedin startade uppretade Juventussupportrar kravaller i den andra stadionkurvan och gjorde upprepade försök att ta sig över till engelsmännen men de hindrades av polisen.
Trots tragedin spelades finalmatchen, två timmar försenad, och Juventus vann med 1–0 efter mål på straff av Michel Platini.
Den engelska fotbollsorganisationen FA stängde efter katastrofen av sina egna lag från Europaspel i fem år, vilket många hävdar endast var en åtgärd ämnad att undkomma ännu hårdare bestraffning från den europeiska organisationen UEFA.

## Hillsborougholyckan

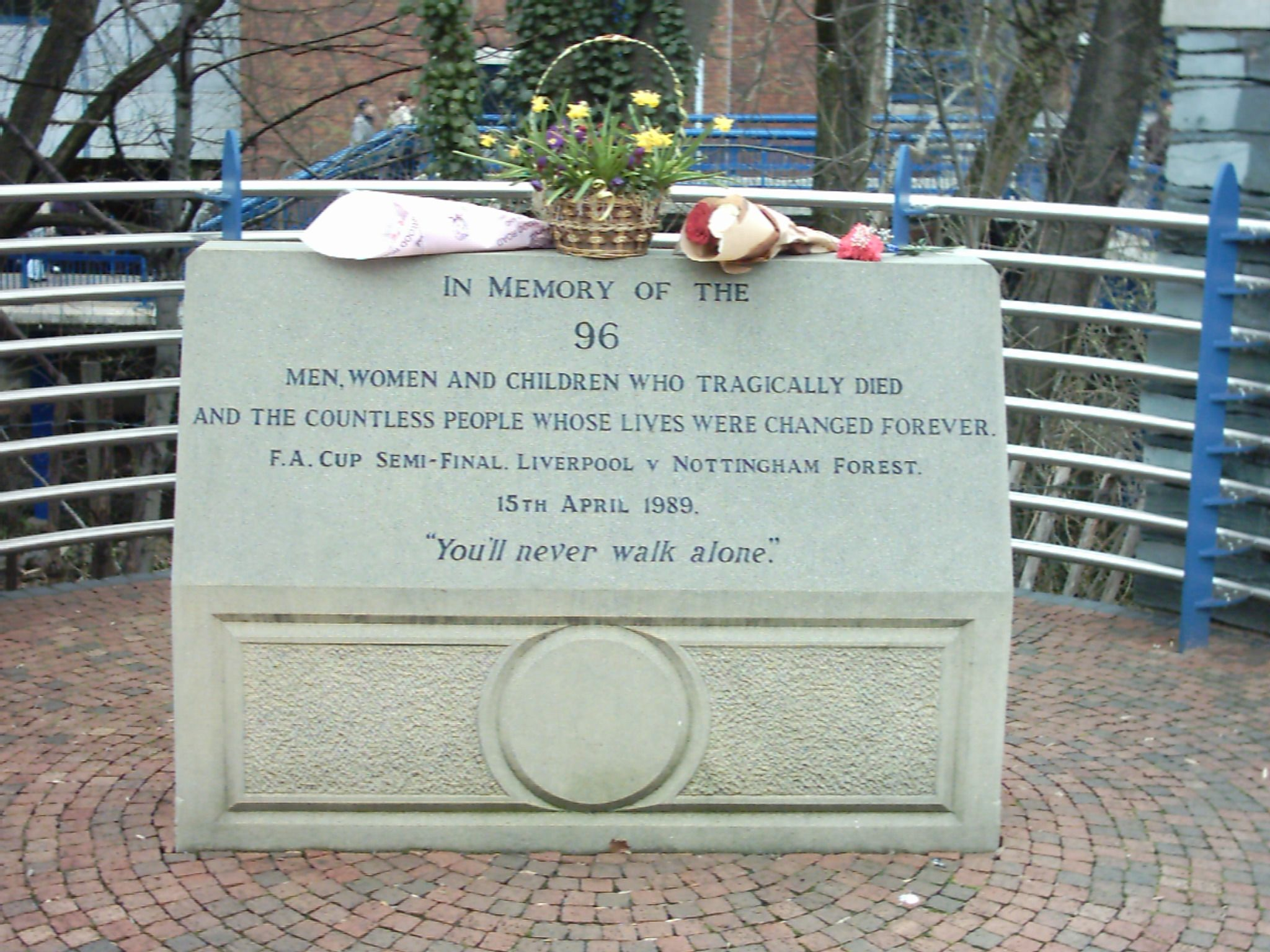
Minnesmärke vid Hillsborough.

Hillsborougholyckan inträffade 15 april 1989 på Hillsborough Stadium då 96 Liverpool FC-fans miste livet. Olyckan skedde då Liverpool FC mötte Nottingham Forest FC i FA-cupens semifinal. Över 25 000 kopites (Liverpoolanhängare) hade åkt dit för att stödja sitt lag på bortaplan. Många supportrar var sena och försökte pressa sig in i arenan, vilket gjorde att supportrar som stod längst fram blev fastklämda. Polisen hade öppnat en grind för att publiken skulle kunna komma in snabbare, men lyckades inte dirigera publiken till de separata sektionerna tillräckligt snabbt. Människorna som tryckte sig in i arenan var inte medvetna om problemet längst fram utan fortsatte att trycka på, varpå 96 personer miste livet och 766 blev skadade.
Vid Liverpools arena Anfield finns idag Hillsborough memorial där namnen och åldrarna på de avlidna finns angivna och där brinner en evig eld.
Polisen försökte mörklägga sin egen inblandning i orsakerna och händelseförloppet kring tragedin, och supportrarna fick skulden för olyckan i massmedia. Efter flera rapporter och en lång tids processande av bland annat anhöriga till de avlidna, kom en dom i april 2016 av en jury i Storbritannien, som fastställde att den brittiska polisens agerande bidrog till tragedin.

## Katastrofen i München 1958
År 1958 havererade ett flygplan som var chartrat av fotbollslaget Manchester United. Laget hade mycket unga spelare, snittåldern var 24 år, och de kallades "Busby Babes" efter tränaren Matt Busby. Efter en Europacupmatch mot Röda Stjärnan i Belgrad den 6 februari 1958, mellanlandade Manchester Uniteds plan på Flughafen München Riem. När planet återigen skulle lyfta sladdade det av startbanan och tog eld. Sju Manchester United-spelare, åtta journalister och flera klubbrepresentanter dog i haveriet och fotbollsspelaren Duncan Edwards avled senare på sjukhus. Tränaren Matt Busby skadades svårt men överlevde liksom spelaren Bobby Charlton.

## Bradford & Bingley Stadium-branden
Den 11 maj 1985 inträffade en brand på en av läktarna på Bradford City AFC hemmaarena. Det var säsongens sista match och 56 personer miste livet och över 300 skadades.

## Ibroxolyckan
Den 2 januari 1971, i slutet av en match mellan Rangers och Celtic FC, omkom 66 människor, många av dem barn, och över 200 skadades när de föll i en trappa med tusentals människor på Ibrox Park. Någon eller några tappade balansen vilket skapade en kedjereaktion när hela den överfyllda trappan rasade ner på dem som stod längre ned.

## Olycka 1902
Den 5 april 1902 under en match mellan Skottland och England kollapsade en läktare. 26 personer omkom och över 500 skadades.

## Irland-England 15 februari 1995
Under en träningsmatch mellan Irland och England, på Lansdowne Road i Dublin, började publiken bråka när Irland gjorde 1-0. Engelska huliganer förstörde läktaren och kastade saker som stolar med mera på irländska fans och planen. Domaren bröt matchen och polisen lyckades att hålla isär irländska fans som ville attackera huliganerna tills insatsstyrkan kunde gå in och gripa dem. De visade sig sedan vara Combat 18. 50 skadade fick föras till sjukhus.